# Licaria rufotomentosa
Licaria rufotomentosa är en lagerväxtart som beskrevs av Van der Werff. Licaria rufotomentosa ingår i släktet Licaria och familjen lagerväxter. Inga underarter finns listade i Catalogue of Life.